# Carlos Reutemann
Carlos Alberto Reutemann známý jako Lole (* 12. dubna 1942, Santa Fe – 7. července 2021, Santa Fe) byl argentinský automobilový závodník, pilot formule 1.

## Kariéra
První závod Formule 1 jel na McLarenu v roce 1971 na domácí půdě, kde skončil třetí. Tato Velká cena se však nezapočítávala do Mistrovství světa. V roce 1972 debutoval ve stáji Brabham na domácí půdě v závodě započteném do mistrovství světa. Jeho debut vyvolal senzaci, protože dosáhl pole position. Krátce nato vyhrál Velkou cenu Brazílie, která se však nepočítala do světového šampionátu. V následujícím roce celkově skončil v mistrovství světa sedmý, když jeho nejlepšími výsledky byla dvě třetí místa.
V roce 1974 ve Velké ceně Argentiny vedl téměř celý závod, ale v předposledním kole mu došlo palivo, a tak skončil sedmý. Dlouho vedl také v následující Velké ceně Brazílie, kde však pro technické potíže rovněž skončil sedmý. Ve Velké ceně Emiliano Medici v Brazílii získal postavení na čele závodního pole, v závodě poté dlouho vedl, ale pro poruchu vozu musel odstoupit. Smůle učinila zadost až následující Velká cena Jižní Afriky, kterou vyhrál. Od startu do cíle pak vyhrál ještě dvě velké ceny v roce 1974. Velkou cenu Rakouska a Velkou cenu USA, kde navíc dosáhl pole position. Celkově skončil šestý. V sezóně 1975 patřil k hlavním kandidátům na titul společně s Niki Laudou a Emersonem Fittipaldim. Pravidelně bodoval, na Nürburgringu vyhrál, dvakrát dojel na druhém místě a v celkové klasifikaci byl nakonec třetí. Následující rok tým Brabhamu začal používat motory Alfa Romeo, které byly nespolehlivé, a tak Reutemann dosáhl nejlépe čtvrtého místa ve Španělsku a v celkové klasifikaci byl šestnáctý, proto se rozhodl ještě koncem roku přestoupit k týmu Ferrari.
V roce 1977 na Ferrari obsadil třetí místo ve Velké ceně Argentiny, vyhrál Velkou cenu Brazílie a poprvé v kariéře vedl mistrovství světa vozů formule 1. Skončil pak ještě druhý ve Španělsku, třetí ve Švédsku a sezónu uzavřel druhým místem v Japonsku. V celkové klasifikaci obsadil čtvrté místo. V roce 1978 vyhrál Velké ceny Brazílie, Long Beach, Velké Británie, kde o vítězství svedl souboj s Niki Laudou, a ve Velké ceně USA ve Watkins Glen. Třetí skončil v Belgii, Itálii a Kanadě. Třetí skončil také v celkové klasifikaci mistrovství světa za piloty stáje Lotus.
Do Lotusu přestoupil v následující sezóně. Lotusy nebyly tak dobré, jako rok předtím. V polovině sezóny byl na třetím místě celkově společně s Patrickem Depaillerem a Gillesem Villeneuvem, patřil mezi kandidáty na titul mistra světa, avšak během celé druhé poloviny se zhoršila výkonnost Lotusů a jemu se nepodařilo získat ani bod. V této sezóně skončil šestý. Jeho stájový kolega Mario Andretti, mistr světa z roku předešlého, skončil desátý. Proto opět změnil tým.
Přestoupil k Williamsu, který měl v roce 1978 jeden z nejlepších vozů v závodním poli, ale v té době také velmi jednoznačně určenou hierarchii mezi jezdci v týmu. Jedničkou byl Alan Jones, kterého s majitelem týmu Frankem Williamsem pojilo osobní přátelství. Jones se také v roce 1980 skutečně stal mistrem světa, Reutemann však podával mimořádně stabilní a kvalitní výkony, pravidelně bodoval, vyhrál Velkou cenu Monaka a v celkové klasifikaci obsadil třetí místo. V následujícím roce byl asi nejblíže splnění svého snu, kterým byl titul mistra světa Formule 1. Vyhrál úvodní Velkou cenu Jižní Afriky, která se však nezapočítávala do mistrovství světa. Kdyby započítána byla, stal by se mistrem světa, takto skončil až druhý o jediný bod za Nelsonem Piquetem. Kromě toho vyhrál Velké ceny Brazílie a Belgie. V Brazílii vedl od startu do cíle a tady začalo nepřátelství mezi Reutemannem a týmem Williams. Podle týmové strategie totiž měl Reutemann pustit Jonese, který byl za ním, před sebe. To však neudělal a jeho pozici v týmu to zhoršilo. V Belgii dosáhl postavení v čele startu, nejrychlejšího kola závodu a vítězství. Druhý byl v Long Beach, Argentině a Británii. Prakticky celý šampionát vedl, o titul přišel až v posledním závodě sezóny. Po skončení závodní kariéry se stal senátorem za provincii Santa Fe.

## Vítězné Velké ceny
- 1974  Kyalami
- 1974  Zeltweg
- 1974  Watkins Glen
- 1975  Nürburgring
- 1977  Interlagos
- 1978  Jacarepagua
- 1978  Long Beach
- 1978  Brands Hatch
- 1978  Watkins Glen
- 1980  Monte Carlo
- 1981  Jacarepagua
- 1981  Zolder